# Acte moteur

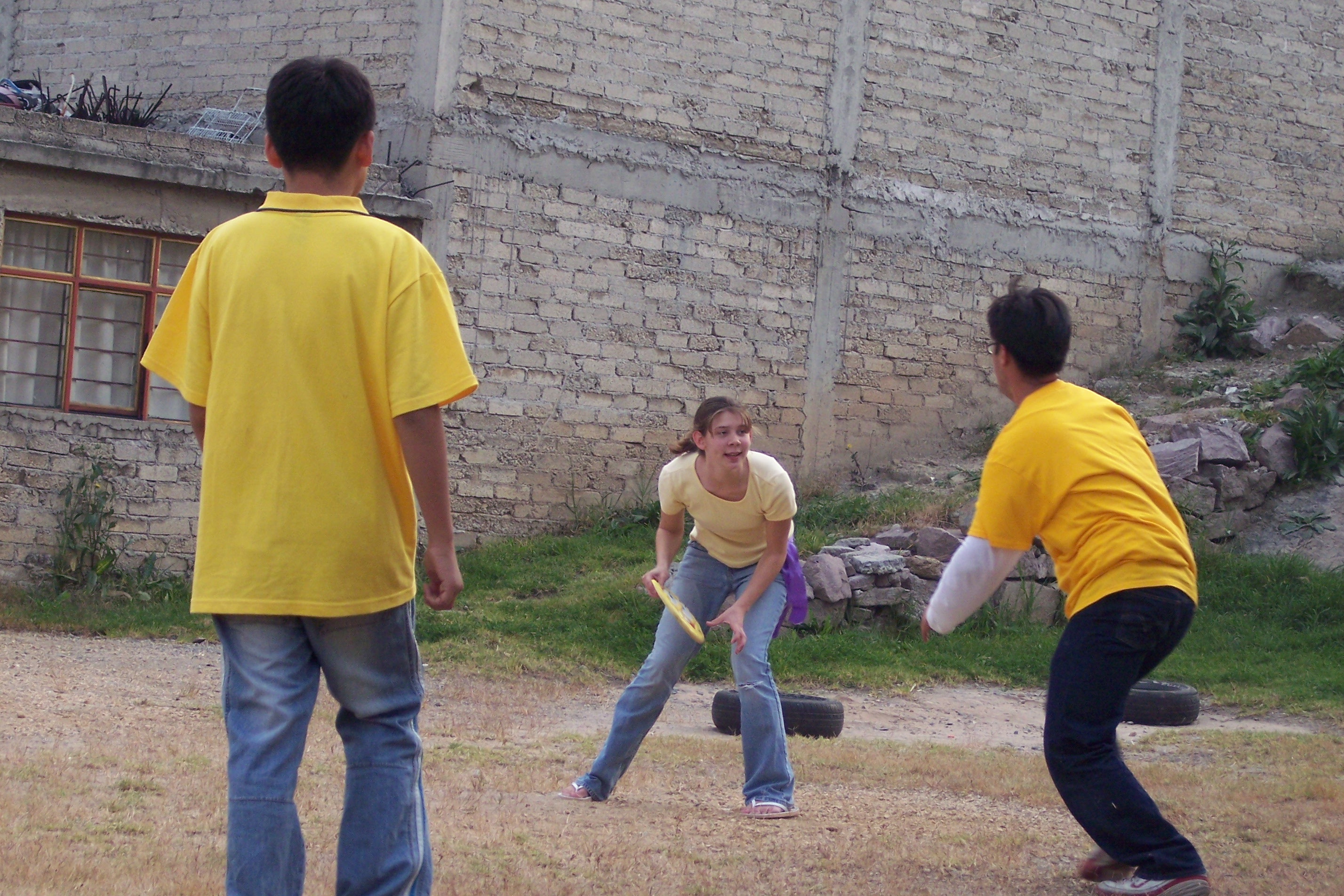

« C’est de l’unité de comportement en éthologie » (H. Pieron, 1951).
En sport, on parle d’action motrice qui se manifeste par des comportements moteurs observables. Un boxeur qui délivre un coup ou un judoka qui tracte son adversaire accomplissent tous deux un acte moteur. Ces actes sont complexes du point de vue de l’accomplissement physique de leurs tâches ainsi que de leurs aspects techniques et tactiques. Il est peu aisé d’appréhender leurs mécanismes et les interactions du point de vue moteur.
Une science appelée « motricité » étudie l’acte moteur sportif.  Elle prend en compte les différents données objectives et subjectives : les comportements moteurs observables et les caractéristiques non visibles (anticipation, décision, émotion et aspect relationnel).
On distingue donc selon les travaux de Pierre Parlebas, dans son Lexique commenté de l'action motrice (1979), l'acte moteur (la technique en elle-même) et la conduite motrice (le comportement en tant qu'acte porteur de signification et donc d'intention de la part du sujet ; elle peut donc émaner du domaine tactique (dans l'instant) ou stratégique (plan défini à l'avance et hors de l'action)).
Dans l'exemple ci-dessus, le coup de poing en boxe est un acte isolé, si on isole l'aspect technique (ce qui serait très limitatif) ; mais si on ne se limite pas au comportement moteur et qu'on s'intéresse à la signification de l'acte on s'aperçoit que le coup de poing est précédé par une perception d'une occasion offerte par l'attaquant qui se fait contrer par le défenseur et qui a perçu le moment favorable pour déclencher son direct à la suite d'un prélèvement, d'une interprétation ou analyse de la situation puis d'une décision.
Le modèle de Welford (1950) l'illustre très bien : stade perceptif puis décisionnel et enfin la phase motrice qui finalise la préparation du mouvement avec la production du geste par les muscles striés squelettiques sous l'influence du cortex moteur, siège de la motricité volontaire mais aussi des noyaux gris centraux (structure sous-corticale) concernant les automatismes moteurs et perceptifs acquis grâce à l'apprentissage moteur et l'entraînement.
Le modèle de Sanders cognitivo-énergétique (1990) enrichissant celui de Welford et de Paillard, éminent neuro-physiologiste, a mis au point une modélisation qui découpe la construction de la commande motrice selon 5 étapes :
1. Intention (qu'est-ce que je veux faire ?)
2. Planification (quoi faire ? plan général, projet grossier)
3. Programmation (comment faire ? spécification des paramètres cinétiques d'exécution : vitesse, force, amplitude, direction, placement)
4. Exécution (réalisation du geste)
5. Évaluation (sensori-motrice et idéo-motrice qui sont intégrées respectivement dans le schéma de reconnaissance et de rappel ; car concernant dans l'ordre les récepteurs kinesthésiques et proprioceptifs (connaissance de la performance = CP qui comprend l'organisation gestuelle que seul un observateur extérieur (le professeur d'EPS ou un autre élève) peut saisir dans sa globalité ainsi que les sensations que seul l'élève peut ressentir car personne ne peut sentir à sa place les sensations musculaires et articulaires) mais aussi l'extéroception (la vue notamment) et l'analyse cognitive du résultat de l'action (connaissance du résultat = CR).

L'association des deux est aussi indispensable que la quantité de pratique c’est-à-dire les répétitions pour apprendre et stabiliser une habileté motrice technique et ou tactique.

## Illustration enboxe

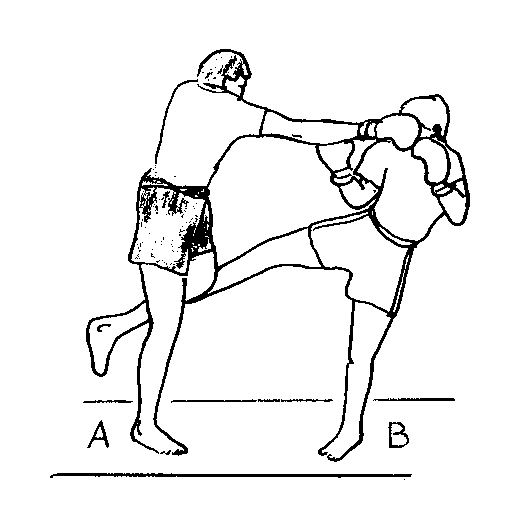
Ici une action de contre en coup de poing sur une attaque en technique de jambe (boxe pieds-poings)

## Sources
- Durand, M., Motivation, traitement de l’information et acquisition des habiletés motrices in Vom Hofe (A) & Simonnet (R), recherches en psychologie du sport, EAP, Paris, 1987
- Famose, J.P., Durand, M., Aptitudes et performance motrice, Revue EPS, 1988
- Ferré J., Philippe B., Leroux P., Sanou B., Dictionnaire des APS, éd. Amphora, Paris, 1998
- Leplat, J. et Pailhous, J., L’acquisition des habiletés mentales : la place des techniques, Le travail humain n° 44, 1981
- Parlebas, P., Contribution à un lexique commenté en science de l’action motrice, INSEP, Paris, 1981
- Piéron. H, Vocabulaire de psychologie, éd. PUF, Paris, 1981